# 井手ウィリアム航輔
井手 ウィリアム 航輔（いで ウィリアム こうすけ、Kosuke William Ide , 1998年2月13日 - ）は、アメリカ合衆国カリフォルニア州アーバイン出身のプロサッカー選手。ポジションは両サイドバック。

## 来歴

### ユース時代
アメリカ合衆国のカリフォルニア州アーバイン出身。2011年から2015年までメジャーリーグサッカーのロサンゼルス・ギャラクシーのアカデミーに所属。U-18チームでプレー経験がある。

### プロ
ユナイテッド・プレミア・サッカーリーグのサンタ・アナ・ウィンズFCでプレーし、2017年からはドイツに場を移した。
2018年にはドイツ4部であるレギオナルリーガのアレマニア・アーヘンU-23チームに所属し、チームの中心として活躍した。冬には下記CDレガネスに練習生として参加。
2019年2月にはスペイン1部であるプリメーラ・ディビシオンのCDレガネスと2019-2020シーズン終了までの1年半の契約を交わした。
しかし、Bチームでも出場機会がないまま、2020年6月末に契約満了で退団。現在は東京都内で個人練習に励んでいるという。

## プレースタイル
スタミナとスピードを活かした正確なクロス、冷静な判断が持ち味とされている。

## 人物
- アメリカ合衆国と日本の二重国籍であり、どちらの代表としての経歴もない[2]。本人は日本代表に呼ばれれば応じるとしていたが、現在は日本国籍のみに絞ったとみられる。
- 既に引退までのビジョンができていると語っている[2]。
- 出自に関わる日本語と英語のみではなく、スペイン語とドイツ語も話すことができる[2]。
- 経営＆ITコンサル会社であるアミフィアブル株式会社とパートナー契約を結んでいる[2]。